# Edmund Arens
Edmund Arens (* 24. April 1953 in Letmathe, heute Stadt Iserlohn) ist katholischer Theologe und emeritierter Professor für Fundamentaltheologie an der Theologischen Fakultät der Universität Luzern. Er verbindet Politische Theologie mit  Kritischer Theorie und arbeitet an einer theologischen Handlungstheorie. Diese versteht er als Öffentliche Theologie, welche er biblisch fundiert, systematisch-praktisch entfaltet sowie religionstheoretisch und religionstheologisch weiterführt.

## Leben
Nach dem Abitur am Gymnasium Hohenlimburg studierte Arens von 1972 bis 1978 katholische Theologie in Münster bei Johann Baptist Metz und Helmut Peukert sowie Philosophie bei Willi Oelmüller, von 1978 bis 1981 Philosophie in Frankfurt bei Karl-Otto Apel und Jürgen Habermas. 1982 erfolgte seine Promotion an der Westfälischen Wilhelms-Universität in Münster und 1989 seine Habilitation ebendort bei J. B. Metz. Von 1981 bis 1986 war er Wissenschaftlicher Mitarbeiter für Systematische Theologie an der Johann Wolfgang Goethe-Universität Frankfurt am Main. Zwischen 1982 und 1985 war er Mitglied der internationalen ökumenischen Studiengruppe „Theology and Communication“ der World Association for Christian Communication (London). 1985 bis 1990 wirkte er als Co-Koordinator bei den Kursen „The Future of Religion“ des Inter-University Centre of Postgraduate Studies in Dubrovnik mit. Von 1991 bis 1996 war er Heisenberg-Stipendiat der Deutschen Forschungsgemeinschaft. 1992 nahm er eine Gastprofessur am Union Theological Seminary in New York wahr.
Seit 1996 war er Professor für Fundamentaltheologie an der Universität Luzern. 1999 bis 2000 war er einer der Sprecher des Wort zum Sonntag im Schweizer Fernsehen. 2006 wurde er Präsident der Sektion Schweiz der Europäischen Gesellschaft für katholische Theologie. Von 2006 bis 2010 leitete er die Arbeitsgemeinschaft der katholischen Dogmatiker und Fundamentaltheologen des deutschen Sprachraums. Von 2009 bis 2016 war er Mitglied des universitären Forschungsschwerpunkts „Religion und gesellschaftliche Integration in Europa“ (REGIE) der Universität Luzern. Am 1. August 2017 wurde er emeritiert. Er ist Unterzeichner des Memorandums „Kirche 2011: Ein notwendiger Aufbruch“. Er war verheiratet mit Brigitte Arens geborene Rugger (1951–2011).

## Werke
- Kommunikative Handlungen. Die paradigmatische Bedeutung der Gleichnisse Jesu für eine Handlungstheorie, Düsseldorf 1982
- Bezeugen und Bekennen. Elementare Handlungen des Glaubens, Düsseldorf 1989
- Habermas und die Theologie. Beiträge zur theologischen Rezeption, Diskussion und Kritik der Theorie kommunikativen Handelns (Hg.), Düsseldorf 1989 (zweite Auflage 1989)
- Habermas e la teologia. Contributi per la ricezione, discussione e critica teologica della teoria dell'agire communicativo (ed.), Brescia 1992
- Habermas et la théologie, sous la direction de Edmund Arens, Paris 1993
- Erinnerung, Befreiung, Solidarität. Benjamin, Marcuse, Habermas und die politische Theologie (zusammen mit O. John und P. Rottländer), Düsseldorf 1991
- Christopraxis. Grundzüge theologischer Handlungstheorie, Freiburg-Basel-Wien 1992
- Christopraxis. A Theology of Action, Minneapolis 1993
- Gottesrede – Glaubenspraxis. Perspektiven theologischer Handlungstheorie (Hg.), Darmstadt 1994
- The Logic of Pragmatic Thinking. From Peirce to Habermas, Atlantic Highlands (NJ) 1994
- Anerkennung der Anderen. Eine theologische Grunddimension interkultureller Kommunikation (Hg.), Freiburg-Basel-Wien 1995 (zweite Auflage 1995)
- Kommunikatives Handeln und christlicher Glaube. Ein theologischer Diskurs mit Jürgen Habermas (Hg.), Paderborn-München-Wien-Zürich 1997
- Wieviel Theologie verträgt die Öffentlichkeit? (Hg. zusammen mit H. Hoping), Freiburg-Basel-Wien 2000
- Widerworte. Gedanken gegen den Zeitgeist, Luzern 2001
- Geistesgegenwärtig. Zur Zukunft universitärer Bildung (zusammen mit J. Mittelstrass, H. Peukert, M. Ries), Luzern 2003
- Gottesverständigung. Eine kommunikative Religionstheologie, Freiburg-Basel-Wien 2007
- Zeit denken. Eschatologie im interdisziplinären Diskurs (Hg.), Freiburg-Basel-Wien 2010
- Gegenwart. Ästhetik trifft Theologie (Hg.), Freiburg-Basel-Wien 2012
- Integration durch Religion? Geschichtliche Befunde, gesellschaftliche Analysen, rechtliche Perspektiven (Hg. zusammen mit M. Baumann, A. Liedhegener, W.W. Müller, M. Ries), Zürich / Baden-Baden 2014
- Integrationspotenziale von Religion und Zivilgesellschaft. Theoretische und empirische Befunde (zusammen mit M. Baumann und A. Liedhegener), Baden-Baden / Zürich 2016
- Religiöse Identitäten und gesellschaftliche Integration (Hg. zusammen mit M. Baumann, A. Liedhegener, W.W. Müller, M. Ries), Baden-Baden / Zürich 2017